# Wittmund
Wittmund (pronunciación en alemán: /ˈvɪtˌmʊnt/ⓘ) es una ciudad y municipio en el noroeste del estado federado de Baja Sajonia (Alemania), perteneciente al distrito homónimo de Wittmund. Wittmund se localiza en la región de Frisia Oriental, de la cual es el municipio con mayor superficie y el quinto más poblado, tras las ciudades de Emden, Aurich, Leer y Norden. En la ordenación del territorio del estado de Baja Sajonia la ciudad de Wirttmund tiene la categoría de Mittelzentrum.
Históricamente la ciudad de Wittmunder perteneció a Harlingerland, hasta que finalmente a principios del siglo XVII gracias al tratado de Berumer («Berumer Vergleich») pasara a formar parte del condado de Frisia Oriental. Desde 1885 Wittmund ha sido la capital del distrito homónimo.
Hasta la reforma territorial de 1972 Wirttmund fue un municipio de interior, sin salida al mar. Después de la incorporación de distintas localidades, en la actualidad el municipio de Wirttmund tiene como límite septentrional el Mar del Norte. Algunas de estas nuevas localidades surgieron a partir del siglo XVI en el territorio ganado al mar de la antigua bahía del Harle (Harlebucht), a través de la construcción de pólders, como la localidad de Carolinensiel. Carolinensiel ostenta desde 1983 el título oficial de «Staatlich anerkanntes Nordseebad». Wirrtmund destaca por el turismo, en el cual la zona interior ha tomado un papel más importante en las últimas décadas, al margen de su tradicional atractivo como destino costero.
Al margen de varios cientos de empleados que trabajan en la fabricación de ventanas de la empresa Rehau, la ciudad no tiene apenas industria. La agricultura desempeña un papel muy importante gracias a los excelentes terrenos de cultivo del municipio (alrededor del 81,5% de su superficie). Muchos ciudadanos de Wittmund tienen sin embargo que trabajar fuera, en muchos casos la cercana ciudad de Wilhelmshaven. Wittmund es también guarnición para la Jagdgeschwader 71 Richthofen, un ala de combate de la Luftwaffe, las Fuerzas Aéreas Alemanas.
En Wittmund se encuentran numerosos edificios históricos que datan de distintos siglos, entre los que se encuentran distintas iglesias. El molino de la localidad, construido en 1741 es el más antiguo del noroeste de Alemania todavía en funcionamiento.
Entre las personalidades más conocidas nacidas en Wittmund se encuentran el médico deportivo Hans-Wilhelm Müller-Wohlfahrt, médico de la selección alemana de fútbol, y el ingeniero hidráulico Ludwig Franzius, el cual como arquitecto-jefe de Bremen proyectó la corrección del cauce del río Weser y llevó a cabo la ampliación del puerto de Bremen, a partir de 1887.

## Geografía

### Ubicación
Wittmund se encuentra entre Aurich y Jever, en el noreste de Frisia Oriental. Desde el núcleo urbano de la ciudad a la costa hay una distancia de 15 kilómetros. El municipio de Wittmund tiene una extensión de 210,13 km², lo que le hace una de los diez municipios más extensos de Baja Sajonia y le coloca en el puesto n.º 84 de toda Alemania.
Desde la absorción de diversos núcleos de población, en la reforma municipal de 1972, Wittmundhafen se convirtió en el municipio más extenso de la región de Frisia Oriental. Los límites septentrionales del municipio, en la localidad de Carolinensiel, están marcados por la costa del Mar del Norte.
El municipio presenta una densidad de población de solo 99 hab/km², considerablemente inferior a la de municipios cercanos de Frisia Oriental como Emden (488 hab/km²), Leer (460 hab/km²), Norden (241 hab/km²) o Aurich (206 hab/km²)
Desde la localidad de Harlesiel parte un ferry hacia Wangerooge, una de las Islas Frisias. La ciudad de Wittmund se encuentra sobre el Harle, un pequeño río que nace y desemboca dentro del propio municipio de Wittmund. La ciudad goza de la categoría de Mittelzentrum desde la última ordenación territorial del estado de Baja Sajonia.
| Noroeste: Werdum, Stedesdorf | Norte: Mar del Norte | Noreste: Wangerland      |
| Oeste: Dunum y Aurich        |                      | Este: Jever y Wangerland |
| Suroeste: Wiesmoor           | Sur: Friedeburg      | Sureste: Friedeburg      |

### Núcleos de población
El municipio de Wittmund cuenta con 14 núcleos de población o pedanías. Además de estos núcleos de población existe un varios asentamientos en el territorio del municipio, que pertenecen administrativamente a cada una de estas catorce subdivisiones.
| - Ardorf - Asel - Berdum - Blersum - Burhafe | - Buttforde - Carolinensiel - Eggelingen - Funnix - Hovel | - Leerhafe - Uttel - Willen - Wittmund (capital del municipio) |

### Clima
Wittmund tiene un clima templado, y todo su territorio se encuentra bajo influencia directa del Mar del Norte. 
El clima del municipio, que se extiende a lo largo de 20 kilómetros en dirección norte-sur y abarca desde la costa del Mar del Norte a regiones interiores de Frisonia Oriental, varía sin embargo con la distancia de la costa. En verano las temperaturas medias diarias en la zona más cercana al mar son generalmente más bajas, situación que se invierte durante el invierno. El clima está condicionado por el régimen de vientos del oeste de Europa Central. Según la clasificación de Köppen el clima de Wittmund se categoriza como Cfb.
| Parámetros climáticos promedio de Wittmund en el periodo 1961-1990 | Parámetros climáticos promedio de Wittmund en el periodo 1961-1990 | Parámetros climáticos promedio de Wittmund en el periodo 1961-1990 | Parámetros climáticos promedio de Wittmund en el periodo 1961-1990 | Parámetros climáticos promedio de Wittmund en el periodo 1961-1990 | Parámetros climáticos promedio de Wittmund en el periodo 1961-1990 | Parámetros climáticos promedio de Wittmund en el periodo 1961-1990 | Parámetros climáticos promedio de Wittmund en el periodo 1961-1990 | Parámetros climáticos promedio de Wittmund en el periodo 1961-1990 | Parámetros climáticos promedio de Wittmund en el periodo 1961-1990 | Parámetros climáticos promedio de Wittmund en el periodo 1961-1990 | Parámetros climáticos promedio de Wittmund en el periodo 1961-1990 | Parámetros climáticos promedio de Wittmund en el periodo 1961-1990 | Parámetros climáticos promedio de Wittmund en el periodo 1961-1990                                                                                              |
| Mes                                                                | Ene.                                                               | Feb.                                                               | Mar.                                                               | Abr.                                                               | May.                                                               | Jun.                                                               | Jul.                                                               | Ago.                                                               | Sep.                                                               | Oct.                                                               | Nov.                                                               | Dic.                                                               | Anual |
| ------------------------------------------------------------------ | ------------------------------------------------------------------ | ------------------------------------------------------------------ | ------------------------------------------------------------------ | ------------------------------------------------------------------ | ------------------------------------------------------------------ | ------------------------------------------------------------------ | ------------------------------------------------------------------ | ------------------------------------------------------------------ | ------------------------------------------------------------------ | ------------------------------------------------------------------ | ------------------------------------------------------------------ | ------------------------------------------------------------------ | --- |
| Temp. máx. media (°C)                                              | 3                                                                  | 3                                                                  | 7                                                                  | 11                                                                 | 16                                                                 | 19                                                                 | 20                                                                 | 20                                                                 | 18                                                                 | 13                                                                 | 8                                                                  | 4                                                                  | style="border-left-width:medium; background:#000000;color:#Expresión errónea: carácter de puntuación «,» desconocido.;font-size:85%;text-align:center;" \| 11,9 |
| Temp. mín. media (°C)                                              | -1                                                                 | -1                                                                 | 1                                                                  | 4                                                                  | 8                                                                  | 12                                                                 | 14                                                                 | 13                                                                 | 11                                                                 | 7                                                                  | 3                                                                  | 1                                                                  | 6 |
| Precipitación total (mm)                                           | 64.1                                                               | 44.0                                                               | 56.7                                                               | 48.0                                                               | 57.3                                                               | 74.1                                                               | 79.6                                                               | 72.0                                                               | 79.1                                                               | 76.9                                                               | 86.8                                                               | 75.6                                                               | 814.2 |
| Días de lluvias (≥ 1 mm)                                           | 19                                                                 | 17                                                                 | 13                                                                 | 15                                                                 | 13                                                                 | 15                                                                 | 17                                                                 | 17                                                                 | 16                                                                 | 18                                                                 | 19                                                                 | 20                                                                 | 199 |
| Horas de sol                                                       | 31                                                                 | 56                                                                 | 124                                                                | 180                                                                | 217                                                                | 210                                                                | 186                                                                | 186                                                                | 150                                                                | 93                                                                 | 60                                                                 | 31                                                                 | 1533 |
| [cita requerida]                                                   |                                                                    |                                                                    |                                                                    |                                                                    |                                                                    |                                                                    |                                                                    |                                                                    |                                                                    |                                                                    |                                                                    |                                                                    | |

## Historia

### Prehistoria y Edad Antigua
Los terrenos en torno de la actual ciudad de Wittmund y del sur de esta son una de las zonas con asentamientos humanos más tempranos de la región de Frisia Oriental. En el municipio se han encontrado utensilios de sílex que datan del Paleolítico.
En la localidad de Leerhafe, perteneciente al municipio de Wittmund, se descubrieron a su vez restos pertenecientes a la cultura neolítica de los vasos de embudo. Unos de los hallazgos más importantes de este período es el cuenco grabado de Rispel, el cual es asociado a la cultura de los vasos de embudo. Sobre la base de otros pequeños hallazgos encontrados también en Rispel se presupone la existencia de un asentamiento neolítico en la zona.

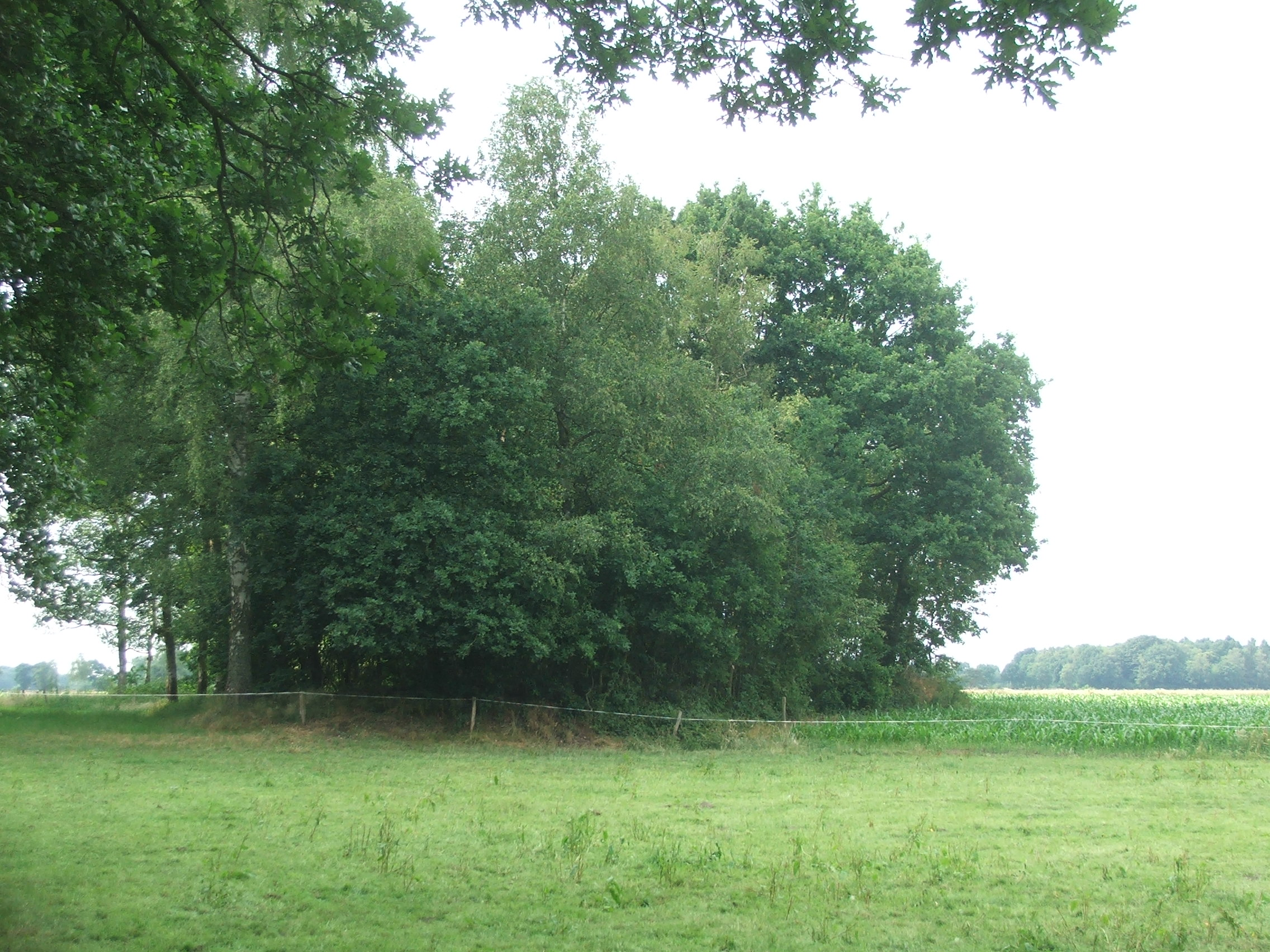
Túmulos funerarios en Rispel.

En la zona del bosque de Knyphauser, aproximadamente 7,5 km al sur de Wittmund, se encuentran las tumbas de Rispel. De los cien túmulos que existían originalmente, que datarían de la Edad del Bronce, la mayoría fueron destruidos en 1900. Hoy día solo se conservan tres en la carretera de Rispel a Reepsholt.
El sur de la zona entre las localidades de Lerrhafe y Ardorf fue ya en la Edad del Bronce una encrucijada de caminos entre la región de Oldenburg y la costa; estos serían los predecesores de los caminos medievales de Frisia. A la salida de Friedeburg, el camino discurría inicialmente en dirección noroeste, bifurcándose otra rama en dirección noreste en Leerhage o Rispel. Otro sendero trazado se dirigía en dirección noroeste y acercaba las localidades de Ardorf a la actual Wittmund así como Aurich con el ramal en dirección a Esen. Sobre la base de una serie de estudios, realizados en los años 50, esta red de caminos fue en parte reconstruida a partir de materiales obtenidos en túmulos funerarios y otros restos arqueológicos.
Junto a un montículo, cerca de la localidad de Buttfirde, se encontraron unos restos a los que se les dató en un principio como pertenecientes a la época de dominación romana, sin embargo son todavía necesarias investigaciones más detalladas al respecto.

### Edad Media
De la época de las invasiones germánicas solo se han encontrado en la zona restos de asentamientos cerca de la localidad de Burhafe, que han sido datados como del año 400 d. C. o incluso anteriores. Durante el siglo V se produjo un fuerte descenso de la población. La razón de esto pudo ser la subida del nivel del mar con la consecuente inundación de las marismas y anegamiento del Geest. Este descenso de la población se atribuye exclusivamente a la falta de hallazgos arqueológicos notables de los siglos V y VI.
A este descenso de la población, atribuido a la segunda transgresión marina de Dunkerque, le siguió a partir de los siglos VII y VIII un renovado impulso demográfico. Hacia el siglo IX ya se supone la existencia de una iglesia de madera en la ciudad de Wittmund, aunque todavía no existen evidencias arqueológicas de ello. Según documentos del monasterio de Fulda hubo un abad originario de Wittmund en Frisia, conocido como Hadamar, durante los años 927-956. Si se corresponde a la actual Wittmund no está demostrado, pero al menos algunos autores lo sitúan en Frisia Oriental.
Una de las localidades más antiguas del territorio municipal es la localidad de Ardorf, que ya existía desde los siglos IX y X. El 27 de septiembre de 1124 se mencionó por primera vez a la localidad de Eggelingen, perteneciente en la actualidad al término municipal de Wittmund. El papa Calixto II asignó la localidad al monasterio de Rastede. La pedanía de Asel fue nombrada por primera vez en 1150, en un documento del monasterio de Fulda.
Hacia el año 1200 Wittmund era la ciudad principal de la comarca frisa de Wangerland. Más tarde se dividiría la comarca de Harlingerland, a la que Wittmund y las localidades circundantes —con la excepción de Ardorfs, Hovels y Leerhafes— habían pertenecido desde la Baja Edad Media. Durante el siglo XIV se dio en la zona de Wittmund un primer impulso a la construcción de iglesias, con la edificación de varias iglesias en piedra. Las actuales localidades de Blersum, Buttforde, Burhafe, Berdum y Funnix fueron documentadas en el Stader Copiar, un archivo real, por primera vez en 1420.

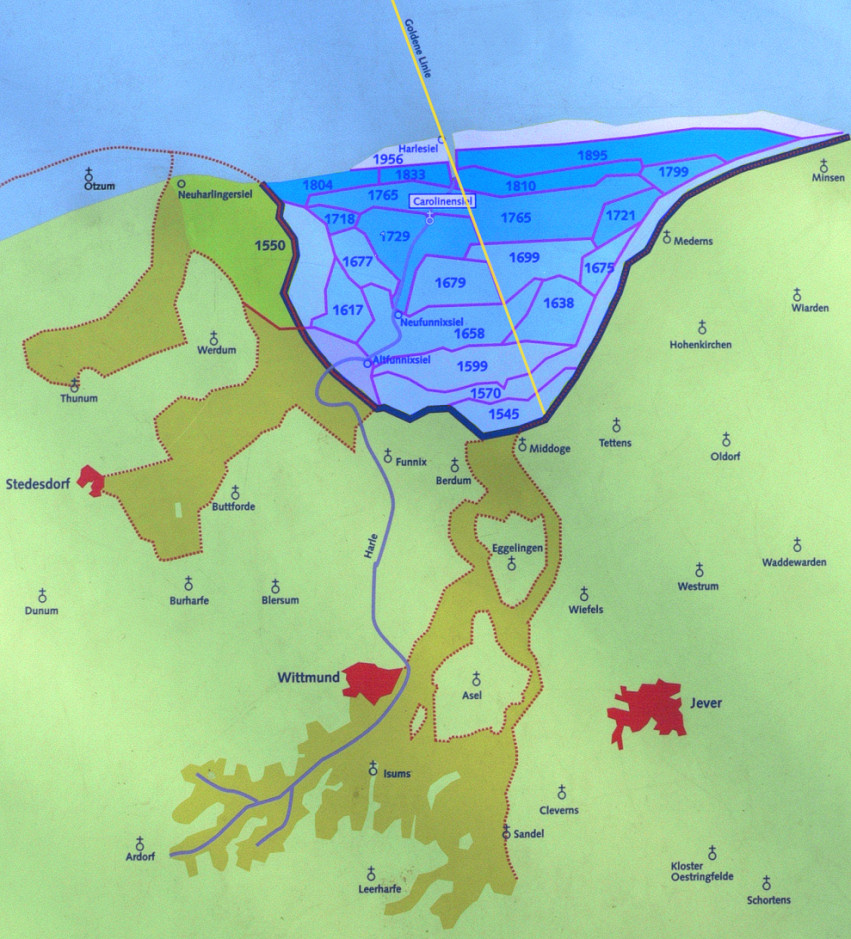

En el año 1362, la egunda inundación de San Marcelo rompió la vieja línea de diques y dio lugar a la formación de la bahía de Harle, la cual se extendió hasta los geest de Esens, Wittmund, Burhafe y Jever. Las localidades de Eggelingen y Asel se convirtieron de forma temporal en islas. Los límites de la bahía de Harle se empezaron a rellenar de nuevo de tierra durante el siglo XV y a partir de 1545 se fueron construyendo sistemáticamente diques en las bahías laterales y en la principal, hasta que en 1895 se alcanzó la línea actual de costa en la localidad de Harlesiel. En este proceso de construcción de diques se crearon nuevas esclusas para el drenaje de los pólders (Groden).